# Lillehammers kommun
Lillehammers kommun (norska: Lillehammer kommune) är en kommun i landskapet Gudbrandsdalen i Innlandet fylke i sydöstra Norge. Kommunens centralort är staden Lillehammer. 

## Administrativ historik
Lillehammers kommun grundades 1838. 1906 överfördes en del av Fåbergs kommun till kommunen. 1964 slogs kommunerna ihop helt under namnet Lillehammer. Fåberg var då den större av kommunerna i folkmängd räknat.

## Tätorter
I Lillehammers kommun finns fem tätorter:
- Fåberg
- Jørstadmoen
- Lillehammer (centralort)
- Vingnes
- Vingrom

## Vänorter
- Leksands kommun, Sverige

## Socknar
Inom Norska kyrkan är Lillehammers kommun indelad i sex socknar:
- Fåbergs socken
- Lillehammers socken
- Nordre Åls socken
- Saksumdals socken
- Søre Åls socken
- Vingroms socken

Socknarna ingår i Sør-Gudbrandsdals prosteri i Hamars stift.